# Massima magnitudo

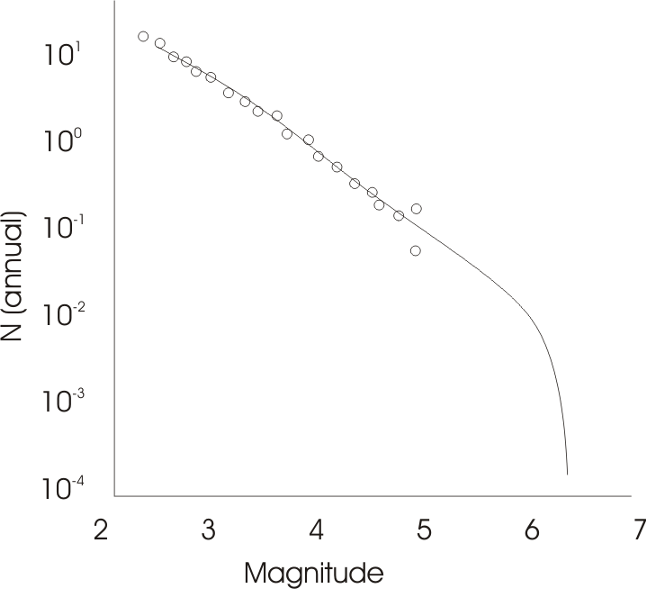
Grafico della frequenza sismica in una data regione.

Un importante parametro nel calcolo del pericolo sismico, la magnitudo massima o massima magnitudo (espressa come Scala di magnitudo del momento), è anche uno dei più controversi. La scelta del valore può influenzare molto l'esito finale dei risultati; è più probabilmente della dimensione di terremoto che non è ancora accaduto nella regione oggetto di studio. 
Il calcolo del rischio sismico coinvolge una doppia integrazione riguardo alla regione, combinata con la presunta frequenza del sisma, ordinata dal terremoto più piccolo al più grande. L'integrazione deve terminare alla  massima magnitudo. 
In figura è riportato il grafico di una tipica frequenza sismica per una data regione, in questo caso una tipica area continentale interna. I circoli rappresentano i dati di terremoti effettivi. Da notare che la serie dei dati è completa per piccole magnitudo, ma diventa erratica per le più grandi. A circa M5, non ci sono registrazioni, semplicemente perché la registrazione storica è solitamente troppo breve. In alcuni casi la paleosismologia può colmare alcune lacune, ma ciò è raro per le regioni continentali.
L'ultima parte della curva, forse la parte più importante, può essere completata per estrapolazione. Questo può essere fatto studiando geologie similari in tutto il mondo (estendendo analogamente il tempo), o da uno studio di meccanica della faglia. Per esempio, studi su larga scala sono stati condotti sulle Regioni Continentali Stabili (Stable Continental Regions, SCR), che vengono definite come regioni di crosta continentale per le quali non vi è evidenza di alcun importante evento di tettonica, magmatismo, metamorfismo della crosta o intrusione anorogenetica a partire dal Cretaceo più recente, e nessuna fratturazione (rifting) o estensione maggiore o transtensione dal Paleogene.
Infine occorre rispondere alla domanda di quale sia la massima magnitudo per il mondo intero. Non c'è probabilmente risposta, in quanto questo terremoto non ha riscontro nei documenti storici, e non possiamo cercare al di fuori della Terra per trovare analogie. Le risposte possono essere dedotte sulla base della dimensione finita delle (placche tettoniche), e i limiti possibili delle varie scale di magnitudo.. Il valore specifico, comunque, non è direttamente rilevante per la maggior parte delle persone, poiché, eccetto per gli tsunami, gli effetti delle scosse locali arrivano a un massimo di circa M8, e i terremoti maggiori prolungano semplicemente l'estensione della frattura.